# 白リン弾
白リン弾（はくリンだん、白燐弾）は、手榴弾、砲弾、爆弾、煙幕弾の一種。弾薬内に充填されている白リンが大気中で自然燃焼すると吸湿して、極めて透過性の悪い五酸化二リン（十酸化四リンの別称）の煙を発生させることを利用する。限定的な照明効果および焼夷効果を持つ場合もある。空気に触れると自然発火して燃え尽きるまで消えない。
陸上自衛隊では、白リン弾を発煙弾としてのみ装備している。白リンの英名"White Phosphorus"の頭文字をとってWP発煙弾とも呼ばれる。英語圏では白リンと黄リンが共に「White Phosphorus」と表記されるため、日本語訳は白リン発煙弾と黄リン発煙弾の二種類がある。
アメリカ陸軍では WP、Willy(ie) Pete（ウィリー・ピート）または Willy(ie) Peter（ウィリー・ピーター）と通称される。発生する煙は赤外線センサを妨害できないため、先進国では赤リン発煙弾に更新され、旧式化している。

## 歴史

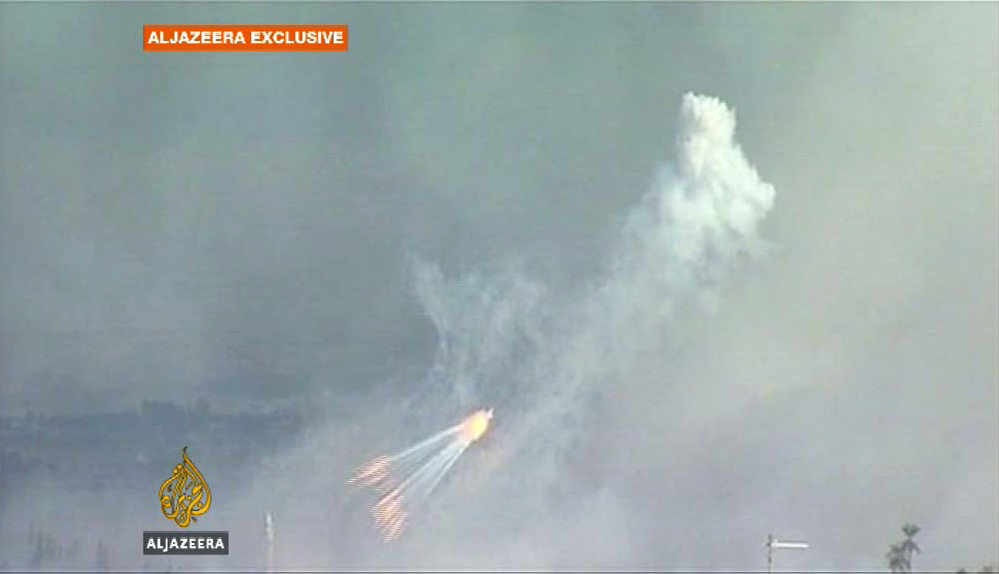
ガザ侵攻で使用された白リン弾の映像、アルジャジーラニュース.

白リンを充填した砲弾の歴史は第一次世界大戦以前まで遡れるとされる。発煙弾・照明弾・焼夷弾に使用する目的で開発された。現代でも軍隊から不正規の武装勢力まで普通に運用している兵器であるが、焼夷弾としては、手榴弾を除いてほとんど使用されていない。
黄燐蒸気そのものは有害で気管支を痛めるが、短時間で十酸化四リンと燐酸に変化するため屋外ではその効果は小さい。直接人体に触れた場合に治療困難な火傷を生じる性質や、それによる心理的作用を利用するため、日本でも第一次大戦後に本格的に研究が行われていた。昭和初期に日本軍が使用していた白燐弾は、白リンを溶剤に溶解して散布する方式を採用しており、化学兵器砲弾と同じ容器に溶剤に溶解させたリンを詰めて使用していたとされる。
第一次大戦ではリンが空気に触れると自然発火する性質を利用して焼夷弾として使用されたこともあった。
人体に対しては有効な効果があり、理学博士の西澤勇志智は「頭上にこれを撒き散らされると炎の粒子となって降り注ぎ衣服に付着するとこれを振り払い消火することは困難である。大きな物は速やかに衣服を燃焼させ苦痛を伴う火傷を生じ容易に治癒しがたき物である」としているが、「燃焼温度が低く、リンの燃焼によって生じる酸化リンが耐火性保護物質となってしまい燃焼を妨げるため建築物などに対する焼夷効果が低くテルミットなどに劣る」ともしている。
1899年にハーグ陸戦条約が採択されたが、白リン弾は制限されるべき兵器とは解釈されていない。1939年からの第二次世界大戦でも広く使用された。また、アメリカ軍が沖縄戦において塹壕やトンネル、洞窟などに潜伏する日本軍に対して、熱と煙で燻り出すという目的に使用している。
1997年4月に化学兵器禁止条約（CWC）が発効したが、白リンは対象に含まれない。
2005年にイタリアのテレビ局RAIが元米軍兵士のインタビュー番組において白リンを使用した兵器について触れ、これをBBCが世界的に配信した。RAIは「白リンを使用した兵器は（化学兵器禁止条約が禁止する）化学兵器に該当するのではないか」として国連化学兵器禁止機関（OPCW）を取材した。同機関のスポークスマンであるPeter Kaiserはこれを否定したが「もし白リンの有毒性が明確に兵器利用されているのであれば、もちろん禁止されているものとなります。なぜならば、条約の成立趣旨そのものが適用されるのであれば、どんな化学物質もその化学作用によって人や動物に危害や死を招くものであれば化学兵器とみなされるからです」と述べた。発端となったインタビュー番組に対しては、取材を受けた元兵士本人が、実際には白燐弾の使われた現場におらず被害者の死体も見ていない発言を都合よく編集されたと述べている。
イラク戦争においても使用され、アメリカ軍のBarry Venable中佐は白リン弾を焼夷兵器として対人使用したと証言している。また2018年には、アメリカ軍がシリアにおいて白リン弾を使用したとしてロシアが批判を行っている。
国際人権団体ヒューマン・ライツ・ウォッチは、イスラエル軍が2023年10月10日から11日にガザとレバノンへの砲撃で白リン弾を使用したと確認したとしている。イスラエル軍は2008年12月からのガザ大規模攻撃でも白リン弾を都市部で使用した。

## 構造
M110 155mm WP弾などを例に取ると、信管が作動すると炸薬が爆発し、白リンを粉砕しながら弾殻を破裂させる。反応が進むとリン酸と水分子が水和したエアロゾルとなり、これが白い煙幕となって視界をさえぎる。

### 砲弾
WP Mk.II 75mm WP弾
WP M312 76mm WP弾
共に第二次世界大戦中のアメリカ製戦車に搭載された煙幕弾。敵戦車や対戦車砲を直接射撃し、その焼夷効果で敵兵に火傷を負わせた例もある。
M110 155mm WP弾（en:M110 155mm Cartridge）
全長：70cm
重量：44.7kg
充填物：白リン7kg
射撃の動画
外見は通常の砲弾とほぼ同じ形をしているが、通常の砲弾と区別するために白地に黄色い線が引かれている。弾殻は金属製、中空の一体成形で、通常は弾頭に信管を装着するネジ穴があけられている。内部には白リンが充填されており、その中心を貫通するように炸薬筒が内蔵されている。炸薬にはTNTが用いられるほか、テトリルやオクトーゲンが採用されることもある。
M825A1 155mm WP弾
時限信管を使い空中で炸裂させ、白リンをしみこませたフェルト製の子弾116個を放出する発煙弾。子弾は自然発火して煙を発しながら落下する。イスラエル軍がガザ侵攻で使用したのはこの砲弾とされている。子弾には起爆装置などを持たないためクラスター爆弾には分類されない。

### 爆弾

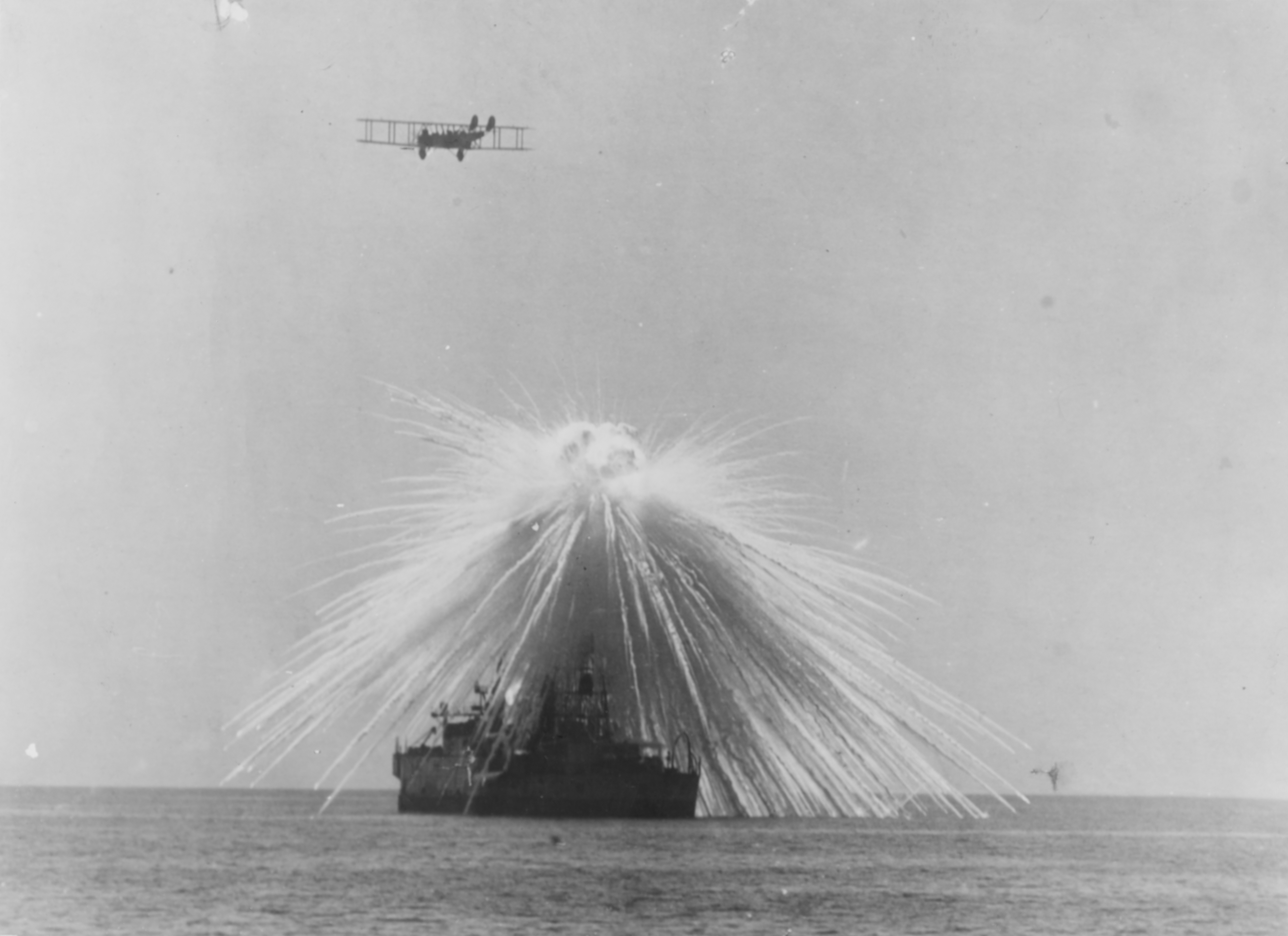
1921年にウィリアム・ミッチェルが行った実験。戦艦「アラバマ」に対して白リン爆弾を投下している

第一次世界大戦後から、航空機用の焼夷弾や発煙弾として白リンを用いた爆弾が使用されるようになったが、現在は焼夷弾としてはほとんど用いられていない。

### 迫撃砲弾

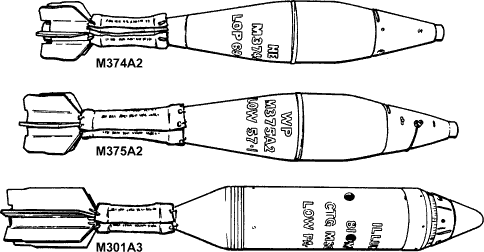
中央が81mm迫撃砲のM375A2白リン弾

アメリカ軍では各種迫撃砲弾の発煙弾が第二次世界大戦から現在まで多用されてきた。
煙を見て着弾地点を観測したり、煙幕を張るために使用されるほか、煙幕で心理的な圧迫を与えて（煙で驚かせて）隠れ場所から敵兵士を追い出し、榴弾や爆撃による追撃を行う「シェイクンベイク（シェイク・アンド・ベイク）」と呼ばれる戦法に利用される。

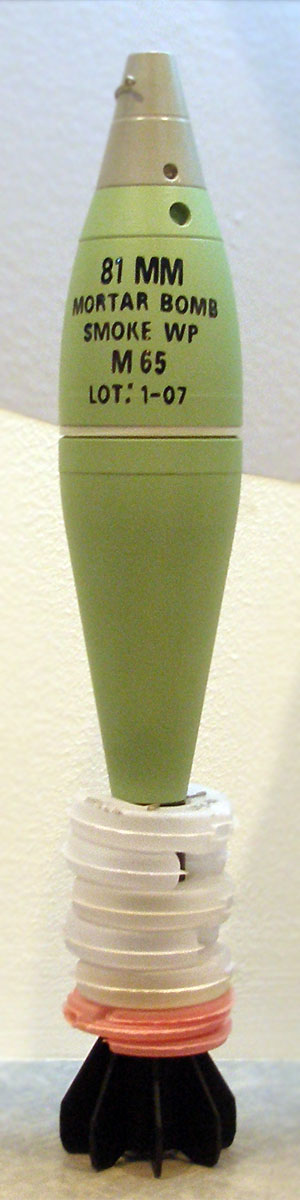
81mm白リン弾

- M224 60mm 迫撃砲
  - M302A1 白リン弾
  - M302A2 白リン弾
  - M722 白リン弾
- M252 81mm 迫撃砲
  - M375 白リン弾
  - M375A2 白リン弾
  - M375A3 白リン弾
- M30 107mm迫撃砲
  - M328A1 白リン弾
- M120 120mm 迫撃砲
  - M68 白リン弾
  - M929 白リン弾

### ロケット弾
63式107mmロケット砲用WP弾
中国製。装薬にアルミニウムを併用し、焼夷兵器としての効果を持つ。アフガニスタンの武装勢力などにもライセンス生産などで流通しているとされる。
2.75インチ（70mm）白リンロケット弾
アメリカ軍が保有。広範囲に煙幕を張る目的で連装ロケットランチャーで運用されている。

### 手榴弾

#### 発煙手榴弾
現在アメリカ陸軍で使用されている多目的手榴弾の形状はやや太い円筒状で、若干下部が絞られている。焼夷、発煙両方の目的に使用される。外殻はプラスチックおよびファイバーで作られており、白リンの量は約425g、全体では約680gの重量がある。半径17m程度の範囲に破片を飛散させるが、この手榴弾における平均的な投擲距離は約30mとされ、効果範囲内にいる人員は遮蔽物の陰などに身を隠す必要がある。
M15 白リン手榴弾（M15 White Phosphorus Grenade）
第二次世界大戦時に使用されていた。すべて退役してM34に更新されている。
内容物：白リン15オンス
信管：M206A2 信管
重量：31オンス
効果半径：17m
燃焼時間：約60秒
M34 白リン手榴弾（M34 White Phosphorus Grenade）
ベトナム戦争のころから現在まで使われている。

#### 焼夷手榴弾
テルミット反応を利用した物が主流で、リンを使用したものは無い。華氏4,000-5,000度の高温で燃焼するとされるのはテルミット弾で、リンの燃焼ではこれほどの高温は発生しない。

### 発煙弾発射機
戦車や装甲車などに搭載されている発煙弾発射機で使用されている。陸上自衛隊では74式戦車まで白リン発煙弾を用いていたが、90式戦車からは赤外線誘導兵器への妨害効果のある赤リン発煙弾に変更されている。陸上自衛隊が毎年実施している総合火力演習でも観客の前で煙幕展開が実施され、観客が煙に巻かれた事例があるが、死者や負傷者は出ていない。

## 規制と適用
兵器として使用される場合、白リン弾は焼夷弾とみなされる。焼夷弾は国際人道法で明確に禁止されているわけではないが、国際人道法の慣習では、国家は焼夷弾による民間人への被害を避けるため、実行可能なあらゆる予防措置を講じることが義務付けられている。

### 特定通常兵器使用禁止制限条約
特定通常兵器使用禁止制限条約の焼夷兵器の使用の禁止又は制限に関する議定書（議定書III；1983年発効）は、焼夷弾を具体的に規定する唯一の国際法である。文民及び民用物をナパーム弾等の焼夷兵器による攻撃目標とすること、人口周密地域にある軍事目標を攻撃目標とすること等を禁止している。
ただし2つの重大な抜け穴の存在が指摘されている。第一に、条約は白リンを含む焼夷弾の部分的な使用を規制しており、すべてを制限しているわけではないこと。特に人口周密地域での空中発射型焼夷弾の使用は禁止しているが、特定の状況下での地上発射型焼夷弾の使用は規制が緩和されている（第2条2,3）。第二に、議定書の焼夷弾の定義は、「火をつけて人を燃やすことを主目的とする兵器」としており、同じ焼夷効果をもたらすものであっても、煙幕として使用される場合には、白リンを含む多目的弾は規制の対象外であること（第1条1）。
ヒューマン・ライツ・ウォッチは、この抜け穴を塞ぎ、地上発射型焼夷弾をはじめ焼夷弾規制の国際法を強化する必要性を訴えている。

## 人体への影響

### 火傷
白リンは乾燥した空気中において激しく燃焼するため、燃焼した粒子が皮膚に付着した場合、重度の火傷を引き起こす。人間の皮膚を焼きながら骨まで達するため、治療から数日経った後でも空気に触れて再び発火することがある。また長時間の接触によって火傷部位から体内にリンが吸収され、肝臓、心臓、腎臓が損傷し、場合によっては多臓器不全に陥るため、死亡リスクが高まる。
治療法として、白リンは空気にさらされている限り皮膚上で燃焼し続ける可能性があるため、患部の皮膚を水で洗い流すか、又は空気に触れないようにし酸素を遮断した後、これ以上の汚染や二次損傷を防ぐため、できるだけ早く、皮膚からリンの粒子を除去する必要がある。患部を重炭酸塩溶液に浸してリン酸を中和し、目に見えるリンを除去する。

### 煙の吸引
白リン弾を使用すると、白リンが酸化した五酸化二リンの粒子からなる高温の濃い白煙が発生することがある。気体の急性吸入による最低危険レベルは0.02mg/m3とされ、これは燃料石油のガスと同じ程度である。ある程度の濃度になると目や鼻の粘膜、気道を一時的に刺激し、濃度の高いものを浴びると酷い咳に見舞われる可能性があるが、開けた場所で発煙弾として使用される濃度では事実上無害とされる。発煙弾の煙が原因で兵士が死亡した例は報告されていない。ガスマスクで十分な保護が可能。

## 運用に関する議論
2004年11月のイラク、ファルージャにおけるアメリカ軍の攻勢や、2009年のイスラエルによるガザ紛争に際して使用された白リン弾を「激しいやけどをもたらす非人道的兵器だ」として規制を主張する意見、それに対する反論が現れた。米国の軍事シンクタンク「グローバル・セキュリティ」の記事によれば、白リン弾は用途が焼夷弾か発煙弾かに関わらず、空気中で高温で燃焼しながら煙を発生させるという点は共通している。
| 規制すべきであるとする主張 | 必要ないとする主張 |
| --- | --- |
| 発生する煙幕は目や粘膜に炎症を引き起こし、放出源付近で濃密な煙幕に長期間曝されれば死亡する可能性すらある。また燃焼する白リン自体も高熱で皮膚に痛みのある深い化学火傷をもたらす。大気中に酸素が有る限り燃え続ける上に、白リンは脂溶性が強化されているため火傷が骨まで達する事もあり、Ⅱ度あるいはⅢ度熱傷になるのが普通であり、治癒にも時間が掛かる。白リン弾は煙自体が無害でも低高度から投下された場合に燃焼途中の粉末が皮膚に付着し深刻な火傷をもたらす。使用側が煙幕や照明のつもりでも市街地上空で使用されれば結果的には傷痍手榴弾として使用された場合と同様の被害をもたらす。 | 白リン弾に関する情報は誤報も多く、現在の白リン弾の威力はマスコミが威力や効果を著しく誇大化する誤まった情報を伝え、それがネットで増幅された物であるとする意見もある。発生する煙幕による目や粘膜の炎症は自然かつ迅速に治癒するし、白リンの煙幕に曝された事による死亡は報告されていない。燃焼する白リンが通常の化学火傷以上の「深刻な火傷」を発生させるという科学的根拠はない。焼夷手榴弾を除き、白リンを使用した弾薬は発煙弾や照明弾として設計されており、殺傷力は通常の榴弾や他の焼夷兵器に大きく劣る。 |
| M825（155mm砲弾）の様な弾薬のいくつかは、爆発時に不完全に酸化した白リンの粒子をまき散らす可能性がある。 | 毒性を保ったままの状態で白リンを広範囲へ短時間に散布する方法はない。白リンの粉塵は、空気中ではごく短時間のうちに酸化し五酸化二リンに変化するもので、この性質があるからこそ発煙弾として使われる。。 |
| 多くの報道機関が「国際的に禁止する動きがある」と報じている。 | RAIの報道に対してガーディアンが疑問を呈した例や国際赤十字の例に見られるように、報道の信頼性や中立性には疑問がある。 |